# Kniaziowie Pskowa

## Kniaziowie Pskowa
| Imię                                     | Daty panowania |
| ---------------------------------------- | -------------- |
| Sudisław                                 | 1010–1036      |
| do Nowogrodu Wielkiego                   | 1036–1137      |
| Wsiewołod I Gabriel                      | 1137–1138      |
| Światosław Mścisławowicz                 | 1138–1142      |
| Mścisław-Borys Dawidowicz                | 1178–1180      |
| Mścisław Romanowicz                      | 1180–1195      |
| Włodzimierz I Mścisławowicz              | 1195–1211      |
| Włodzimierz I Mścisławowicz              | 1213           |
| Włodzimierz I Mścisławowicz              | 1213–1214      |
| Jarosław Władymirowicz                   | 1214           |
| Wsiewołod II Mścisławowicz               | 1214           |
| Włodzimierz I Mścisławowicz              | 1214–1222      |
| Jerzy Mścisławowicz                      | 1232–1240      |
| Jarosław Jarosławowicz                   | 1253–1256      |
| Światosław Jarosławowicz                 | do 1265/1266   |
| Dowmunt z Nalszczan                      | 1266–1299      |
| Dawid Dowmontowicz                       | 1299           |
| Fiodor Michajłowicz Białoozierski        | 1307           |
| Dawid Dowmontowicz                       | 1323           |
| Aleksander II Michajłowicz               | 1327–1330      |
| Aleksander II Michajłowicz               | 1331–1337      |
| Wsiewołod Aleksandrowicz Chołmski        | 1337/1339-1341 |
| Andrzej Olgierdowicz                     | 1342–1349      |
| Eustachy Fiodorowicz Izborski            | 1349–1356      |
| Wasyl Budywolna                          | 1356–1358      |
| Eustachy Fiodorowicz Izborski            | 1358–1360      |
| Aleksander Borys                         | 1360–1369      |
| Matwiej                                  | do 1375/1377   |
| Andrzej Olgierdowicz                     | 1377–1386      |
| Iwan Andrzejewicz                        | 1386–1394      |
| Andrzej Olgierdowicz                     | 1394–1399      |
| Iwan Wsiewołodowicz Chołmski             | 1399           |
| Daniel Aleksandrowicz                    | 1401–1407      |
| Konstanty Dymitrowicz Uglicki            | 1407–1408      |
| Daniel Aleksandrowicz                    | 1408–1409      |
| Aleksander Fedorowicz Rostowski          | 1410–1412      |
| Konstanty Dymitrowicz Uglicki            | 1412–1414      |
| Andrzej II Aleksandrowicz Rostowski      | 1415–1417      |
| Fiodor I Aleksandrowicz Rostowski        | 1417–1420      |
| Aleksander Fedorowicz Rostowski          | 1421–1424      |
| Fiodor Patrykiewicz Starodubski          | 1424–1426      |
| Dymitr Aleksandrowicz Szczepin-Rostowski | 1428–1429      |
| Aleksander Fedorowicz Rostowski          | 1429–1434      |
| Włodzimierz Danielewicz Litewski         | 1434–1436      |
| Borys Wasylewicz Szujski                 | 1436–1437      |
| Włodzimierz Danielewicz Litewski         | 1437–1439      |
| Aleksander Iwanowicz Łukomski            | 1439–1442      |
| Aleksander Wasylewicz Czartoryski        | 1443–1447      |
| Wasyl Wasylewicz Szujski                 | 1448–1455      |
| Aleksander Wasylewicz Czartoryski        | 1456–1460      |
| Jerzy Wasylewicz Młodszy Dymitrowski     | 1460           |
| Iwan Wasylewicz Striga Oboleński         | 1460–1461      |
| Włodzimierz III Andrzejewicz Rostowski   | 1461–1462      |
| Iwan Aleksandrowicz Zwenigrodzki         | 1462–1466      |
| Fiodor III Jurijewicz Szujski            | 1467–1472      |
| Jarosław Wasylewicz Oboleński            | 1473–1477      |
| Wasyl Wasylewicz Szujski                 | 1478–1482      |
| Jarosław Wasylewicz Oboleński            | 1482–1487      |
| Semen Romanowicz Jarosławski             | 1488–1491      |
| Wasyl IV Fiodorowicz Szujski             | 1491–1496      |
| Aleksander Włodzimierzowicz Rostowski    | 1496–1501      |
| Iwan VI Wasylowicz                       | 1502–1503      |
| Dymitr Włodziemirzowicz Rostowski        | 1503–1507      |
| Iwan Michajłowicz Repnia Oboleński       | 1509–1510      |